# Баши-Ачук (фильм)
«Баши-Ачук» (груз. ბაში-აჩუკი) — советский художественный фильм 1956 года, исторический приключенческий фильм с элементами мелодрамы, созданный на киностудии Грузия-фильм. Снял фильм режиссёр Лео Эсакия. В основу фильма легла историческая повесть Акакия Церетели «Баши-Ачук», написанная в 1896 году.
Главные роли в этом фильме исполнили Отар Коберидзе, Давид Абашидзе, Лия Элиава, Медея Чахава и Додо Чичинадзе. Премьера фильма в Грузинской ССР состоялась в 1956 году в Тбилиси. В остальной же части СССР фильм был представлен 30 ноября 1957 года.

## Сюжет
Фильм рассказывает о народном грузинском герое Баши-Ачуке. А основное действие описывает взятие Бахтриони и освобождение Кахетии от владычества Селим-хана.

## В ролях
| Актёр            | Роль              |
| ---------------- | ----------------- |
| Отар Коберидзе   | Баши-Ачук         |
| Давид Абашидзе   | Абдушахиль        |
| Лия Элиава       | Мзиса и Мтвариса  |
| Медея Чахава     | Мелано            |
| Додо Чичинадзе   | Нино              |
| Котэ Даушвили    | Селим-хан         |
| Юсуф Кобаладзе   | принц Чолокашвили |
| Гурам Сагарадзе  | Пейкар Мирза      |
| Мэри Давиташвили | Тимсаль-Мако      |
| Тамара Цицишвили |                   |
| Марине Тбилели   |                   |

## Съёмочная группа
- Произведение: Акакий Церетели
- Авторы сценария: Лео Эсакия и Ладо Карсанидзе (как В. Карсанидзе)
- Режиссёр: Лео Эсакия
- Оператор: Давид Канделаки
- Продюсер: Александр Лорткипанидзе
- Композитор: Сулхан Цинцадзе
- Художник: Реваз Мирзашвили
- Грим: Г. Мхейдзе
- Второй режиссёр: Гудавадзе, Захарий Лаврентьевич
- Звук: Владимир Долидзе

## Интересные факты
- Сам Акакий Церетели в своей повести так объясняет имя «Баши-Ачук» [1],[2]:

— Почему тебя окрестили "Баши-Ачуком"?

— Это уже персы здешние меня так прозвали, — ответил Глаха.

— Они не разобрали, что у меня на голове папанаки, и решили, что я хожу без шапки;

«Баши-Ачук» по-ихнему и значит: «с непокрытой головой»…

- Кроме того по сведениям Берадзе и Смирновой (1988) [3]:

Баши-Ачук/Баш-Ачук/Баш-Ачик — принятое в персидских источниках обозначение

Имеретии (Имеретинского царства) в Западной Грузии и имеретинцев.

## Технические данные
- Длительность — 100 минут.
- Цветной, моно.
- Оригинальный язык — грузинский.

## Другие названия
- Оригинальное название: ბაში-აჩუკი
- Русское название: Баши-Ачук
- Название латиницей и интернациональное название: Bashi-Achuki